# 東洋信号通信社
株式会社東洋信号通信社（とうようしんごうつうしんしゃ）は、船舶の動静、運航支援サービスを提供する会社である。

## 概要
東洋信号通信社は、1932年（昭和7年）に万国信号所と神戸船舶通知社が合併して誕生した会社である。
万国信号所は横浜市山下町186にあったとされる。
主な事業内容として
- 海陸信号通信連絡に関する事
- 船舶動静通信に関する事
- 航海測器類の製造販売修理並びに羅針儀調整に関する事
- 汽艇の建造、修理、賃貸事業
- 海運関係新聞雑誌並びに図書発行

## 歴史
1930年（昭和5年）
9月：前身の万国信号所は、横浜市谷戸坂上の船舶信号所（個人経営）が万国信号所と改称、株式会社として発足した
1932年
7月1日：横浜の万国信号所（1919年設立）と神戸船舶通知社（1913年設立）の合併により株式会社東洋信号通信社が発足
1941年
第二次世界大戦により業務一時停止
1945年
終戦により業務順次再開
1948年
鳥ヶ崎信号所を開設
1950年
税関書式販売を開始
1951年
本社印刷工場を横浜市中区元町に新築
東京書式販売所を開設
1952年
京浜船舶日報を再発行
神戸印刷工場を再建
1953年
清水港事務所、横須賀港事務所を開設
1955年
名古屋港事務所を開設
1956年
東京都から晴海信号所の業務、千葉県から千葉港信号所の業務を受託
1958年
日の御崎見張所を開設
1960年
石廊崎見張所を開設
1961年
大阪船舶通知社を合併
大阪事務所を開設
和歌山北港事務所を開設
1963年
神島見張所、大分関崎見張所を開設
関門港船舶通報所を合併
関門出張所を開設
1964年
東信電話株式会社を設立（株式会社東洋信号通信社が全株式を保有）
東京湾国際海上VHF海岸局が開局し、東信電話株式会社が、東京都、川崎市、横浜市の三免許人より国際海上VHF海岸局の運用業務を受託。
地蔵埼見張所を開設
田子の浦港事務所を開設
1965年
神戸VHF海岸局が開局し神戸市から業務を受託、北九州VHF海岸局が開局し北九州市および下関市から業務を受託
1966年
九州部崎信号所を開設
1967年
九州若松事務所を開設
神戸支店を和田岬町に新築移転
1969年
東信電話株式会社が千葉県よりVHF業務を受託
無線機器販売修理業務を開始
1971年
由良信号所を開設
1972年
坂出市が免許人のVHF業務を受託
横浜本牧見張所、九州六連見張所を開設
1973年
鹿島港事務所を開設し茨城県からVHF業務を受託
1974年
横須賀水先人有限会社よりVHF業務を受託
1975年
大分県からVHF業務受託
1976年
四日市港事務所を開設し四日市港管理組合からVHF業務を受託。
東信電話株式会社が横須賀市よりVHF業務を受託。
1979年
内海水先人会からVHF業務を受託
1982年
福岡県からVHF業務を受託。
関門水先人会からVHF業務を受託。
資本金5000万円となる
1983年
福岡市からVHF業務を受託
岡山県からVHF業務を受託
大阪湾水先人会からVHF業務を受託
1984年
静岡県からVHF業務を受託
1986年
愛知県からVHF業務を受託。
伊良湖水先人からVHF業務を受託
1987年
広島県からVHF業務を受託
1988年
東京湾マリネット（株）と代理店契約を結ぶ
横浜本牧D突堤見張り所開設
損害保険代理店業務開始
長崎県、西九州共同港湾からVHF業務を受託
1990年
本社船舶情報部にレーダー局免許開局
1991年
ドイツのSIKA社輸入代理店業務開始
1992年
船舶動静管理ネットワークシステム導入稼動
1993年
四日市港湾管理組合からタグ配船調整業務を受託
1994年
横浜市港湾局から夜間調整業務を受託
名古屋港管理組合から船舶監視業務を受託
福岡市から船舶見張り業務を受託
1995年
大阪船舶情報センターを開設。し大阪市からVHF業務を受託
1996年
清水船舶情報センターを開設。　
東京湾船舶情報センターを横浜港流通センターに開設
1998年
東信電話株式会社を吸収合併
1999年
ドイツのシュナイダー社輸入代理店業務を開始。
船舶日報に代わりPORT VIEWを全港発行開始。
船舶動静管理ネットワークシステムを第二世代へリプレース
2001年
大阪市から船舶運航調整業務を受託
2003年
本社機能を横浜港流通センターへ移転。
北九州市の海峡ドラマシップへ情報提供を開始。
岡山県から水島港航行管理支援業務を受託
2004年
東京港西航路の水域利用調整業務を開始。
AIS受信局全国ネットワーク化開始
2005年
警備業を立ち上げ。　
愛知県からSOLAS対策業務を受託。
千葉県より埠頭警備業務を受託。
福岡市および大分県から保安対策モニター監視業務を受託
2006年
介護支援事業を立ち上げ。　
新日本製鐵株式会社君津製鐵所からVHF無線局および管理業務を受託。　
北九州市から船席指定業務を受託。
2007年
羽田D滑走路工事情報提供業務を開始。
関門タグ協会からタグ配船調整業務を受託。
清水港グループにおいて夜間代理店代行業務を開始。
三河港事務所を新築。
2008年
AIS画像表示装置を全国の税関へ納入、データ提供開始。
大阪湾船舶運航サポート業務を開始
2009年
東京航空局より東京港入出港船のマスト高調査業務を受託
2010年
東京計器株式会社よりサービスコール代行業務を受託。
コンテナ船動静情報ポータルサイトVessel Schedule Site－VSS‐開設。
東京航空局より東京国際空港船舶動静把握業務を受託。
Elane社と業務提携。同社の「ShipFinder.com」によるAIS情報配信サービスを開始。
IHS社とAISデータの包括提供契約を締結
2011年
横浜市港湾局より運航調整業務を全面受託。
災害対策としてシステムの二重化を実施。
住友金属工業(新日鉄住金)和歌山製鉄所への錨地情報提供業務を開始。
坂出市よりバース調整業務を受託。
Vessel Schedule Serviceに主要外航コンテナ船社5社が参加
2012年
神戸港浚渫工事情報提供業務を開始。
神戸海難防止研究会より大阪主航路浚渫工事に伴う行き合い調整業務を受託。
大阪港航行安全情報提供業務を開始。
大阪湾水先区水先人会へ風向風速データ配信を開始。
IALA主催のVTSシンポジウムVTS委員会へオブザーバーとして参加
2013年
茨城県より船舶入出港情報提供業務を受託。
横浜港埠頭株式会社より横浜港公共岸壁の配船業務を協和係船株式会社と共同受託。
香川県坂出市より坂出港務所運営業務を受託。
横須賀市より横須賀港ふ頭管理事務所運営業務を受託。
IAPH総会に参加。
AIS SUMMIT 2013 に参加。
国際海事展示会バリシップ2013に出展。
協和海運株式会社より協和係船株式会社の全株式を取得し、同社を完全子会社化する
2014年
大阪市より大阪港船舶安全支援業務を受託
2015年
東洋･みらい･りんかい日産特定建設工事共同企業体より大阪港警戒船管理業務を受託。
IAPH（国際港湾協会）総会に出席。
2016年
東亜建設工業株式会社より受託した東京港臨港道路南北線情報管理室業務を開始。
CargoSmart社と共同で国際総合物流展2016に出展。
株式会社エクサスが運営する海貨業務システムのクラウドサービス「e-forwarder/e-nvoce」でコンテナ船スケジュールを公開。
JAMSSアメリカ社の協力によりNASAの主催するGLASSプロジェクトに参加
2017年
関東地方整備局東京港湾事務所より東京港臨港道路南北線水域利用検討業務を受託。
ポートラジオオペレーターの教育に関する企画・提供・管理業務についてISO9001：2015　JIS Q 9001：2015を取得。
東京都より受託した工事用船舶の運航支援業務開始
2019年
新本牧航行安全管理事務所へレーダー画像配信。IP無線で工事情報共有化業務開始。
千葉港市川水路水域の行き会い調整業務開始
2020年
福岡県より受託した苅田港安全航行支援業務を開始
2021年
愛知県より受託した三河港運航調整業務を開始。
東京都より受託した東京東航路水域利用調整を開始。
関西物流展（大阪）に出展
2022年
近畿地方整備局神戸港湾事務所より航路標識点灯確認業務受託。
名古屋港管理組合よりなごやポートラジオ全面受託。
2023年
デンマークのSternula社と衛星VDESの共同事業に関する基本合意書を締結。
大分港大在地区RORO船専用岸壁新設工事に関する安全対策業務について九州地方整備局、別府港湾・空港整備と契約。
代理店業務DXサービス「オプテムス」伊勢湾版をリリース。
岡山県より錨地利用支援業務を受託。
第14回IALA総会及び第20回IALAカンファレンスに参加。

## 事業内容
- 情報サービス・ソリューション事業
- 港湾管理関連事業
  - 船舶運航支援業務（ポートラジオ）
  - 港湾施設管理業務（入出港申請受付業務・バース指定業務）
  - タグボート配船業務
  - 海上工事に関する情報提供業務
- 計測機器販売事業
  - 温度・圧力計測器（温度計、圧力計等）
  - 校正器・試験機（温度校正器、圧力校正器、風速計等）
  - 流体関係（フロースイッチ、レベルスイッチ、流量計等）
  - バルブ（DBBバルブ、モノフランジ、マニホールド等）

SIKAジーカ社、AS-Schneiderシュナイダー社の日本総代理店
- 印刷事業

輸出入関係申告書等、名刺、封筒、はがき、挨拶状、招待状、帳票、社内用印刷物、カレンダー、ポスター、チラシ、カタログ
ノベルティグッズ、オフィス消耗品、イベント用品、特殊用紙

## 事業所
- 本社 - 神奈川県横浜市鶴見区大黒ふ頭22番 横浜港流通センター8F 1812室
- 鹿島港グループ - 茨城県神栖市居切1909-20
- 木更津港グループ - 千葉県木更津市築地1番1 日本製鉄株式会社 東日本製鉄所君津地区本館2階 日鉄物流君津株式会社 構外物流部港湾管理課 港湾情報センター内
- 葉港グループ - 千葉県千葉市中央区中央港1-170 千葉港信号所内
- 東京港グループ - 東京都大田区城南島4-2-1 大井信号所内
- 横浜・川崎港グループ 鳥ヶ崎・横須賀港グループ 計量機器グループ - 神奈川県横浜市鶴見区大黒ふ頭22番 横浜港流通センター8F 1812室
- 川崎事務所 - 神奈川県川崎市川崎区東扇島38-1 川崎市港湾振興会館11F
- 清水港グループ - 静岡県静岡市清水区興津清見寺町1375-121
- 田子の浦港グループ - 静岡県富士市鈴川西町21-18
- 三河港グループ - 愛知県豊橋市神野西町1-8
- 名古屋港グループ - 愛知県名古屋市港区金城ふ頭3丁目1 名古屋港船舶通航情報センター8F
- 四日市港グループ - 三重県四日市市霞2-1-1 四日市港ポートビル12F 船舶情報管理室内
- 和歌山港グループ - 和歌山県和歌山市湊1850（新日鐵住金株式会社構内）
- 大阪港グループ - 大阪府大阪市住之江区南港北1-14-16 大阪府咲洲庁舎（さきしまコスモタワー）44F
- 神戸港グループ - 兵庫県神戸市中央区港島南町1-5-2 神戸キメックセンタービル10F
- 水島港グループ - 岡山県倉敷市玉島乙島字新湊8262-1 マリンタワー6階
- 坂出港グループ - 香川県坂出市番の州町１ 三菱ケミカル物流株式会社 四国支社内
- 広島港グループ - 広島県広島市南区宇品海岸2-23-36 広島海上ビル5F 504号室
- 大分港グループ - 大分県大分市大字大在6 大分国際貿易センタービル5F
- 関門港グループ - 福岡県北九州市門司区港町9番11号 門司港レトロスクエアセンタービル6F
- 苅田港グループ - 福岡県京都郡苅田町港町25-1
- 博多港グループ - 福岡県福岡市博多区築港本町14 博多ポートタワー内
- 松浦港グループ - 長崎県松浦市志佐町白浜免字瀬崎458-1 西九州共同港湾株式会社内
- 横浜営業グループ（印刷事業） - 神奈川県横浜市南区永楽町2-20 レヂデンス政和１階
- 横浜営業グループ（印刷工場） - 神奈川県横浜市南区永楽町2-22
- KAGAYAKI（介護） - 兵庫県神戸市兵庫区笠松通り6-4-11